# Gymnetis sculptiventris
Gymnetis sculptiventris är en skalbaggsart som beskrevs av Thomson 1878. Gymnetis sculptiventris ingår i släktet Gymnetis och familjen Cetoniidae. Inga underarter finns listade i Catalogue of Life.